# Кущівник чорногорлий
Кущівни́к чорногорлий (Thamnomanes saturninus) — вид горобцеподібних птахів родини сорокушових (Thamnophilidae). Мешкає в Амазонії.

## Опис
Довжина птаха становить 14 см, вага 19-21 г. Виду притаманний статевий диморфізм. Самці мають переважно темно-сіре забарвлення. На горлі і верхній частині грудей чорна пляма, на спині велика, малопомітна біла пляма. У самичок верхня частина тіла оливково-коричнева, на спині малопомітна біла пляма, крила і хвіст рудувато-коричневі, горло біле, нижня частина тіла охриста.

## Підвиди
Виділяють два підвиди:
- T. s. huallagae (Cory, 1916) — північний схід Перу (на південь від Амазонки і Мараньйону, на захід до Уайяґи, на південь до річки Укаялі в регіоні Лорето), південний захід Бразильської Амазонії (верхів'я річки Журуа в штаті Акрі);
- T. s. saturninus (Pelzeln, 1868) — південь центральної Бразильської Амазонії (від нижньої течії Журуа і верхів'їв Пурусу на схід до річок Тапажос і Телес-Пірес, на південь до Рондонії і півночі Мату-Гросу), крайній північний схід Болівії (північно-східний Санта-Крус).

## Поширення і екологія
Чорногорлі кущівники мешкають в Перу, Бразилії і Болівії. Вони живуть в підліску вологих рівнинних і заболочених тропічних лісів. Зустрічаються поодинці або парами, переважно на висоті до 650 м над рівнем моря. Іноді приєднуються до змішаних зграй птахів. Живляться комахами та іншими безхребетними, іноді слідкують за кочовими мурахами.